# Wachholderbaum
Wachholderbaum bildet zusammen mit Hain die 2,58 km² große Ortschaft Hain der Stadt Gera in Thüringen mit insgesamt 222 Einwohnern (Stand 31. Dezember 2011).

## Geographie
Wachholderbaum ist im Norden der Stadt Gera nahe der Grenze zu Sachsen-Anhalt und direkt an der Bundesstraße 2 Gera-Leipzig gelegen.

## Geschichte
Die Ansiedlung Wachholderbaum entwickelt sich ab etwa 1700 um den Ausspann und die Zollstelle Altenburgischer Hof an der Handelsstraße zwischen Gera und Leipzig (heutige B 2).
1718 wird sie erstmals als Gemeinde gelistet. Wachholderbaum bildete bis 1918 gemeinsam mit Hain, Röpsen, Teilen von Dorna und Roschütz eine zum Herzogtum Sachsen-Altenburg gehörende wettinische Enklave im Fürstentum Reuß jüngere Linie. Pfarr- und Schulort war traditionell Röpsen.
Am 1. Juli 1950 wird Wachholderbaum nach Hain eingemeindet.
Im Rahmen des Gesetzes zur Neugliederung der Landkreise und kreisfreien Städte in Thüringen wurden Wachholderbaum und Hain 1994 nach Ausschöpfung aller rechtlichen Mittel gegen den Willen der Einwohner in die Stadt Gera eingemeindet.

## Politik
Seit 1994 bilden die beiden Orte den Ortsteil Hain der Stadt Gera mit eigener Ortschaftsverfassung und Ortsteilrat (bis II/2009 Ortschaftsrat). Ortsteilbürgermeister ist seit 1994 Roland Meinecke (SPD).

## Entwicklung der Einwohnerzahl
| Jahr      | 1933 | 1939 | 2009 |
| Einwohner | 123  | 126  | 95   |

## Verkehr
Wachholderbaum liegt in der Nähe der Bundesstraße 2. Der ÖPNV wird durch die RVG Regionalverkehr Gera/Land gesichert. Dabei ist der Ort mit der stündlich bedienten Ringlinie 228 an Gera angebunden.
Der nächstgelegene Bahnhof ist Gera-Langenberg.

## Kultur
Die Freiwillige Feuerwehr Hain-Wachholderbaum organisiert zusammen mit dem Ortsteilrat Dorffeste, insbesondere das jährliche Maibaumsetzen.

## Bildung
Die nächstgelegene Kindereinrichtung ist die
- Kindertagesstätte Reichenbacher Straße in Kleinaga.

Zuständige Grundschule ist die
- Staatliche Grundschule Aga in Kleinaga.

Nächstgelegene Regelschule ist die
- Staatliche Regelschule 12 in Bieblach-Ost.